# 高氯酸锆
高氯酸锆（英語：Zirconium perchlorate）是一种无机化合物，化学式为Zr(ClO4)4，它是挥发性晶体，由四氯化锆和无水高氯酸在液氮温度下反应得到。它在真空中于70°C缓慢升华，这表面该分子是共价型的。
高氯酸锆可以形成复盐，如Cs2Zr(ClO4)6和(NO2)2Zr(ClO4)6。